# Campaña del Loira
La Campaña del Loira consistió en una victoriosa ofensiva francesa durante la fase final de la guerra de los Cien Años. Comandado por Juana de Arco, el ejército francés liberó Orleans, capturó tres vitales puentes sobre el río y obtuvo la decisiva victoria de Patay.

## Orleans
Ver artículo principal: Sitio de Orleans

## Las ciudades del Loira
El siguiente paso de la campaña fue liberar el resto de ciudades que los ingleses habían ido tomando y así acorralar Orleans y dejarla sin el apoyo sus villas más cercanas. Así pues, Meung, Jargeau, Beaugency y Patay eran los objetivos principales.
Con Orleans liberada, el delfín enterado acudió a reunirse con Juana el 10 de mayo en Tours. Esta ciudad estaba al lado de Chinon, en la orilla norte del Loira justo antes de llegar a Blois, por donde había pasado previamente Juana antes de llegar a Orleans. Y es que el rey no podía dar pasos sustanciales dada la inseguridad permanente por la proximidad y la potencia de las tropas anglo-borgoñonas. Juana fue a su encuentro mientras el Bastard, Ponton de Xantrailles y el mariscal de Saint Sévère hicieron las primeras incursiones en Jargeau, al este de Orleans.
Después de esta primera tentativa, fueron al encuentro del rey y Juana el mismo día 13 en Loches y allí comenzaron a diseñar una campaña para recuperar las tierras del Loira: Jargeau, Meung y Beaugency. Juana durante este tiempo estuvo haciendo visitas; por ejemplo a la familia del Duque de Alençon en Saint Florent lès Saumur. Finalmente, antes de iniciar el asedio, el día 9 de junio Juana llegó a Orleans y se reincorporó al ejército. Allí viajó el mismo día hacia Jargeau con un ejército de seguramente más de 6.000 hombres, y bajo la dirección del Duque de Alençon y el condestable Arturo de Richemont. Se encontrarían con el Bastard y con Florent d’Illiers, que venían de Châteaudun con más refuerzos, según comentaba el duque de Alençon en el proceso de nulificación. En Jargeau les esperaba nuevamente Suffolk.
Durante dos días los franceses asediaron Jargeau hasta la liberación el 12 de junio. El camino hacia lograr el objetivo fue la superación el propio día 10 de una pequeña guarnición que salió al encuentro de los franceses. Una vez derrotada, el día siguiente, el 11, se iniciaron los bombardeos en Jargeau, lo cual relanzó la campaña de los franceses por el Loira, esto releva viendo la sucesión seguida de las campañas por las diferentes ciudades y la persecución que se hizo de los ingleses hasta su expulsión de aquellas tierras.
Ya el 12, los ingleses sufrirían una gran derrota. Para Suffolk fue un día desgraciado, ya que los franceses consiguieron subir las murallas de la ciudad y dirigir un ataque definitivo sobre ésta. Juana recibió una pedrada en la cabeza, con la fortuna que su casco la protegió de la muerte. Ella y el casco cayeron al suelo, pero rápidamente Juana, que había estado en el medio de la batalla con el estandarte alzado en todo momento, se levantó, aportando así la adrenalina suficiente a las tropas para acabar venciendo y hasta haciendo prisionero a Suffolk al final del día. En 1898 un escultor francés, Lanson, erigió una estatua a Juana en la que ésta se llevaba la mano a la cabeza para recordar el golpe (esta estatua se encuentra en la Place du Martroy en Jargeau). William de la Pole, el Conde de Suffolk, quedaría tres años preso. Saldría en 1431, pero el 28 de enero de 1450 murió asesinado. John de la Pole, su hermano, lo sucedería.
Con rapidez, el ejército del delfín aprovechó el rejuvenecimiento del ánimo de las tropas y en dos días se plantaron en Meung, el siguiente objetivo. Esta vez hicieron un ataque nocturno, después de haberlo preparado detalladamente el día 13 en Orleans. El día 14 se produjo un ataque y, sin haber acabado este ni haber hecho capitular la ciudad, se pasó a bombardear el día 15 la fortaleza de Baugency, siempre desde una de las islas del interior del Loira, estando protegidos. Beaugency fue defendida por una guarnición inglesa de la mano de William Gough. Al ver venir la derrota, los ingleses pactaron la rendición y se fueron libremente la mañana del 17 de junio.
Asimismo, el día 13 de junio, había salido una expedición de cerca de tres mil labradores desde Janville, al norte de Orleans, pasado Patay, comandada por Bedford y dirigida por Sir John Fastolf. A él se le unió John Talbot, que venía de Meung el día 16 con refuerzos. Los dos decidieron ir a atacar a los franceses a Beaugency, con el desconocimiento de que ya había sido apresada de buena mañana. De esta manera, bajando del norte, los ingleses se encontraron con el ejército de Juana, que venía de liberar Beaugency. Así pues, formaron filas y se dispusieron a luchar, con la desgracia para los comandantes ingleses de que sus tropas no quisieron entrar en combate, seguramente oliéndose la derrota, y huyeron a Meung. Así los armagnacs aquella misma noche volvieron a Meung también, donde los ingleses tenían una defensa más óptima establecida, dado que estaban en una fortaleza. Pero a pesar de los bombardeos, no pudieron evitar la derrota y, con la lección aprendida, el 18 de junio se fueron temprano hacia el norte, con la intención de volver a Janville por un antiguo camino romano, probablemente para esperar refuerzos desde París, lo cual querían evitar a toda costa los franceses.
Las villas de la orilla y del valle del Loira habían sido, pues, recuperadas por el ejército de la Pucelle, pero la gesta no acabó aquí, ya que se temía que dejando escapar a los ingleses podrían volver reforzados. Así que después de discutir qué había que hacer, Juana alentó a sus capitanes a acudir al encuentro de los ingleses antes de arriesgarse a sufrir unas hipotéticas consecuencias desfavorables. Parecía una tarea difícil, pero no sabían que los ingleses se habían parado a reposar no demasiado lejos de Janville, concretamente en Patay, aunque el punto exacto no se conoce. De aquí el nombre de la batalla de Patay.
Cuando los dos ejércitos se notaron cerca, se prepararon. Francia iba a poner toda la carne en el asador mediante la caballería pesada con La Hire y Ponton dirigiéndola; el Bastard, Alençon y Gilles de Rais, en el cuerpo del ejército, tomaron parte, mientras que Juana y Richemont se quedaron en un segundo plano. La táctica francesa fue la de lanzar la caballería al ataque para eclipsar los cerca de 500 arqueros que tomaron las posiciones delanteras para tratar de pararlos. La velocidad de los franceses pronto superó el radio de acción de las flechas. La táctica había salido bien, porque superada la línea de arqueros, pudieron dirigirse al corazón de la formación inglesa, donde estaba el siguiente escollo: Fastolf. 
Los arqueros habían sido dirigidos por Scales y Talbot, que fueron capturados mientras que más atrás había quedado Sir John Fastolf, que lo vio venir y superados los arqueros, al ver que sus tropas no lo conseguirían, huyó derrotado hacia el norte con la poca tropa que todavía quedaba detrás de la protección de los arqueros y que estaba a punto de entrar en combate. Los ingleses habían sufrido la derrota definitiva en las tierras del Loira y los campos de alrededor (este último combate resuelto fácilmente en poco tiempo), abriendo así las puertas definitivamente a la consagración de Carlos VII como rey de Francia en Reims. En este momento de gloria, Juana decidió no aprovecharse y mostró piedad hacia los prisioneros ingleses. Juana demostró así que no tenía espíritu de venganza, tal como marcan las directrices de la iglesia; mas en el juicio de Ruan ya dijo que nunca había matado a ningún hombre, hablando de los motivos por los que llevaba el estandarte: “Era yo misma quien llevaba el nombrado estandarte cuando yo cargaba hacia los enemigos, para evitar matar a nadie. Yo nunca maté un hombre”.